# Темнота (фильм, 2016)
«Темнота» (англ. The Darkness) — американский фильм ужасов режиссёра Грега Маклина. Мировая премьера состоялась 13 мая 2016 года.

## Сюжет
После отдыха в Гранд-Каньоне семья возвращается домой, невольно прихватив с собой нечто сверхъестественное. Это «нечто» не заставляет себя ждать: их маленький сын Майк, который болен аутизмом, целыми днями общается с неким невидимым другом, а вскоре в доме начинают происходить странные и пугающие вещи, сопровождаемые непонятными звуками и неприятными запахами. Оказывается, что Майкл привёл в дом могущественную силу, связанную с тёмным миром. Духи, прибывшие в дом из потустороннего мира, не желают покидать понравившееся им место, и избавиться от них будет крайне сложно.

## В ролях
| Актёр              | Роль                  |
| ------------------ | --------------------- |
| Кевин Бейкон       | Питер Тейлор          |
| Рада Митчелл       | Бронни Тейлор         |
| Люси Фрай          | Стефани «Стеф» Тейлор |
| Давид Мазуз        | Майкл «Майки» Тейлор  |
| Минг-На Вен        | Венди                 |
| Дженнифер Моррисон | Джой Картер           |
| Мэтт Уолш          | Гэри Картер           |
| Тара Линн Барр     | Кэт                   |
| Пол Райзер         | Саймон Ричардс        |

## Производство
25 февраля 2014 года Бейкон и Митчелл были утверждены на роли в фильме.
11 апреля Давид Мозоуз был выбран на роль в фильме.
6 мая Минг-На Вен присоединилась к проекту.
7 мая Люси Фрай была выбрана на роль Стефани.
9 мая Мэтт Уолш был утверждён на роль Гэри Картера, а 14 мая Дженнифер Моррисон была выбрана на роль Джой Картер.

### Съёмки
Основные съёмки начались в Лос-Анджелесе в апреле 2014 года и завершились в мае того же года. Весь фильм был снят на камеру Arri Alexa Plus 4: 3.